# پاول یکم
پاول یکم (به روسی: Па́вел I Петро́вич؛ زاده ۱ اکتبر ۱۷۵۴ در سن‌پترزبورگ – درگذشته ۲۳ مارس ۱۸۰۱ در قلعه سنت مایکل) امپراتور روسیه بین سال‌های ۱۷۹۶ تا ۱۸۰۱ میلادی بود. وی پس از آنکه مادرش، کاترین دوم، سکتهٔ مغزی کرد و درگذشت، به حکومت روسیه دست یافت. نخستین اقدام وی پایان دادن به جنگ با ایران بود که در زمان مادرش طراحی شده بود. و در سال ۱۸۰۱،با دسیسه پسرش الکساندر در قلعه سنت مایکل به دست برخی از محافظینش هنگام خواب خفه شد و روز بعد در کلیسای جامع پتروپل به خاک سپرده شد

## نگارخانه

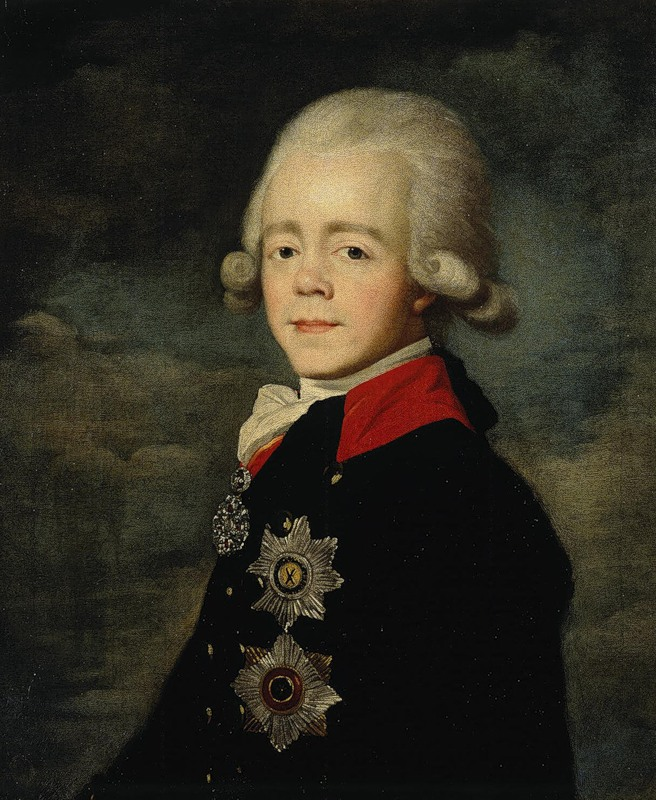